# Queen Live at Wembley Stadium
Queen Live at Wembley Stadium é o DVD do show realizado pela banda Queen no estádio de Wembley, do qual resultou ainda o álbum Live at Wembley '86.

## Histórico
Pela primeira vez, este espetacular concerto realizado em 12 de julho de 1986, no estádio de Wembley, em Londres, Inglaterra, é apresentado na íntegra. O show faz parte da Magic Tour (07.06.1986 - 09.08.1986), última tour da banda Queen. O DVD é duplo. O primeiro DVD conta com o show completo e o segundo contém bônus, como documentários, entrevistas, entre outros. A versão do show em VHS, foi lançada oficiamente em 1992. Na mesma época, também foi lançado o LP duplo do show.
Este DVD foi lançado em 2003, assim como o CD, em sua edição especial. Como encarte, possui um livrinho de 20 páginas, com imagens do show, informações sobre o cast, etc. No dia 5 de setembro de 2011 o Queen liberou o show  em sua página oficial no YouTube  para celebrar o que seria o aniversário de 65 anos do vocalista Freddie Mercury.

## Disco 01
Contém o show completo em áudio PCM Stereo e DTS 5.1 e formato de tela do tipo Fullscreen

- 01. One Vision (Queen) 5:51
- 02. Tie Your Mother Down (May) 3:52
- 03. In The Lap Of The Gods (Mercury) 2:44
- 04. Seven Seas Of Rhye (Mercury) 1:18
- 05. Tear It Up (May) 2:12
- 06. A Kind Of Magic (Taylor) 8:42
- 07. Under Pressure (Queen/David Bowie) 3:41
- 08. Another One Bites The Dust (Deacon) 4:54
- 09. Who Wants To Live Forever (May) 5:16
- 10. I Want To Break Free (Deacon) 3:34
- 11. Impromptu 2:57
- 12. Brighton Rock [Brian May's Guitar Solo] (May) 9:10
- 13. Now I'm Here (May) 6:20
- 14. Love Of My Life (Mercury) 4:48
- 15. Is This The World We Created? (May/Mercury) 2:58
- 16. (You're So Square) Baby I Don't Care [Cover] 1:36
- 17. Hello Mary Lou (Goodbye Heart) [Cover] 1:50
- 18. Tutti Frutti [Cover] 2:53
- 19. Gimme Some Lovin' [Cover] (Winwood) 0:56
- 20. Bohemian Rhapsody (Mercury) 5:50
- 21. Hammer To Fall (May) 5:56
- 22. Crazy Little Thing Called Love (Mercury) 6:05
- 23. Big Spender [Cover] 1:06
- 24. Radio Ga Ga (Taylor) 5:57
- 25. We Will Rock You (May) 2:47
- 26. Friends Will Be Friends (Mercury/Deacon) 2:06
- 27. We Are The Champions (Mercury) 4:04
- 28. God Save The Queen (Arranjos: May) 1:27

## Disco 02
Contém bônus
Road to Wembley
- Novas entrevistas com Brian May e Roger Taylor: Com aproximadamente 28 minutos de depoimentos dos dois sobre o show,  comentando vários detalhes. Entrevista realizada em 2003.

- Gavin Taylor (Concert Director) e Gary Stickels (Tour Manager): 8 minutos de depoimentos do diretor e do gerente da turnê.

- A Beautiful Day: documentário por Rudi Dolezal com 28 minutos com depoimentos e imagens dos bastidores da banda e do show, assim como os preparativos para o show, como a montagem do palco, etc. Também traz depoimentos de Elton John e Rod Stewart sobre o concerto.

- Wembley Towers: 3 minutos, sem legendas e ao som de These are the Days of Our Lives instrumental, mostrando em imagem acelerada a demolição das torres gêmeas do estádio.

Unseen Magic
- Friday Concert: 28 minutos com imagens do show do dia anterior (sexta-feira, 11 de julho), feitas como um ensaio de filmagem. As músicas tocadas pela banda são as seguintes: A Kind of Magic, Another One Bits The Dust, Tutti Frutti, Crazy Little Thing Called Love e God Save the Queen. Detalhe: neste dia, estava chovendo no local do show.

- Rehersals: 15 minutos de ensaios encontrados em um arquivo VHS de um colecionador. A imagem e o som não são muito nítidas.

- Gallery: 4 minutos com ótimas fotos do concerto mostradas através de uma bela montagem em sequência, ao som de A Kind of Magic Instrumental.

- Queen Cam: são 19 minutos, com as músicas One Vision, Under Pressure, Now I´m Here e We Are The Champions. Apresenta cenas multiângulo, permitindo escolher quem você quer ver no palco durante o show, ou seja, uma câmera para cada integrante da banda, além de ter som 2.0. 4.